# Haemodorum sparsiflorum
Haemodorum sparsiflorum är en enhjärtbladig växtart som beskrevs av Ferdinand von Mueller. Haemodorum sparsiflorum ingår i släktet Haemodorum och familjen Haemodoraceae. Inga underarter finns listade.